# Plaiuri, Cluj
Plaiuri (în trecut Hăsmaș; în maghiară Tordahagymás) este un sat în comuna Petreștii de Jos din județul Cluj, Transilvania, România.
Pe Harta Iosefină a Transilvaniei din 1769-1773 (Sectio 109) satul Plaiuri apare sub numele de Hagymas.

## Istoric
Satul apare menționat din 1381 ca Hagymas mezew (Câmpul cu ceapă), iar apoi 1435 - poss. Hagymas, 1456 - poss. Hagymas.

## Demografie
De-a lungul timpului populația localității a evoluat astfel:

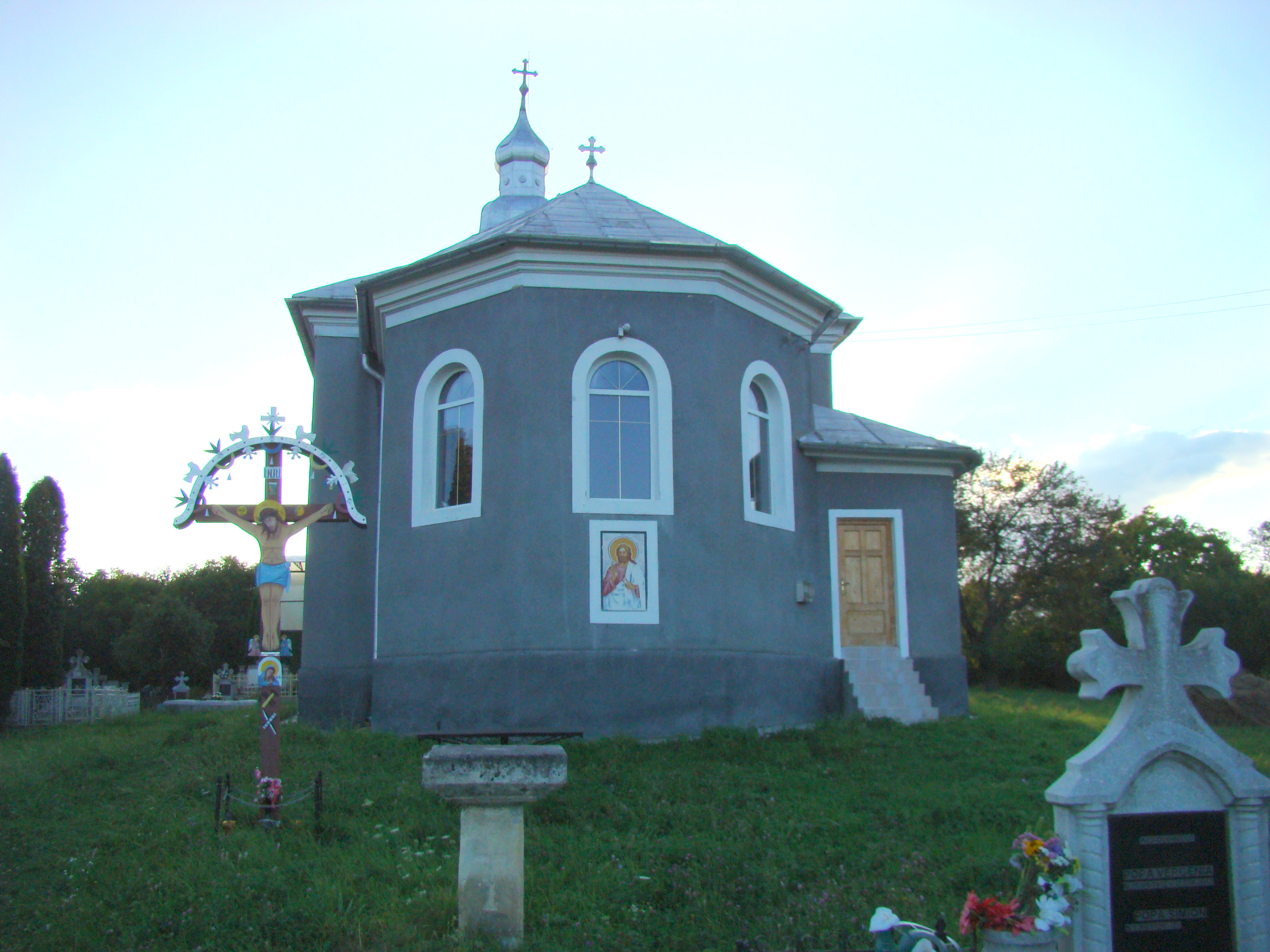

## Lăcașuri de cult
Biserica satului Plaiuri a fost construită de greco-catolici. Piatra de temelie a fost pusă în anul 1930, lucrările fiind finalizate după trei ani. Biserica a fost sfințită în anul 1933, probabil de episcopul Iuliu Hossu, cel care păstorea în acel moment Eparhia greco-catolică de Cluj–Gherla. Biserica are hramul „Sfinții Arhangheli Mihail și Gavriil” și este construită în stil baroc. Nu se cunoaște numele pictorului care a înfrumusețat lăcașul de cult, acesta putând fi același cu cel care semnează icoanele împărătești: Gavrilă Dégh. În 1948, după interzicerea de către comuniști a cultului greco-catolic, biserica a fost dată spre folosință ortodocșilor.

## Galerie de imagini

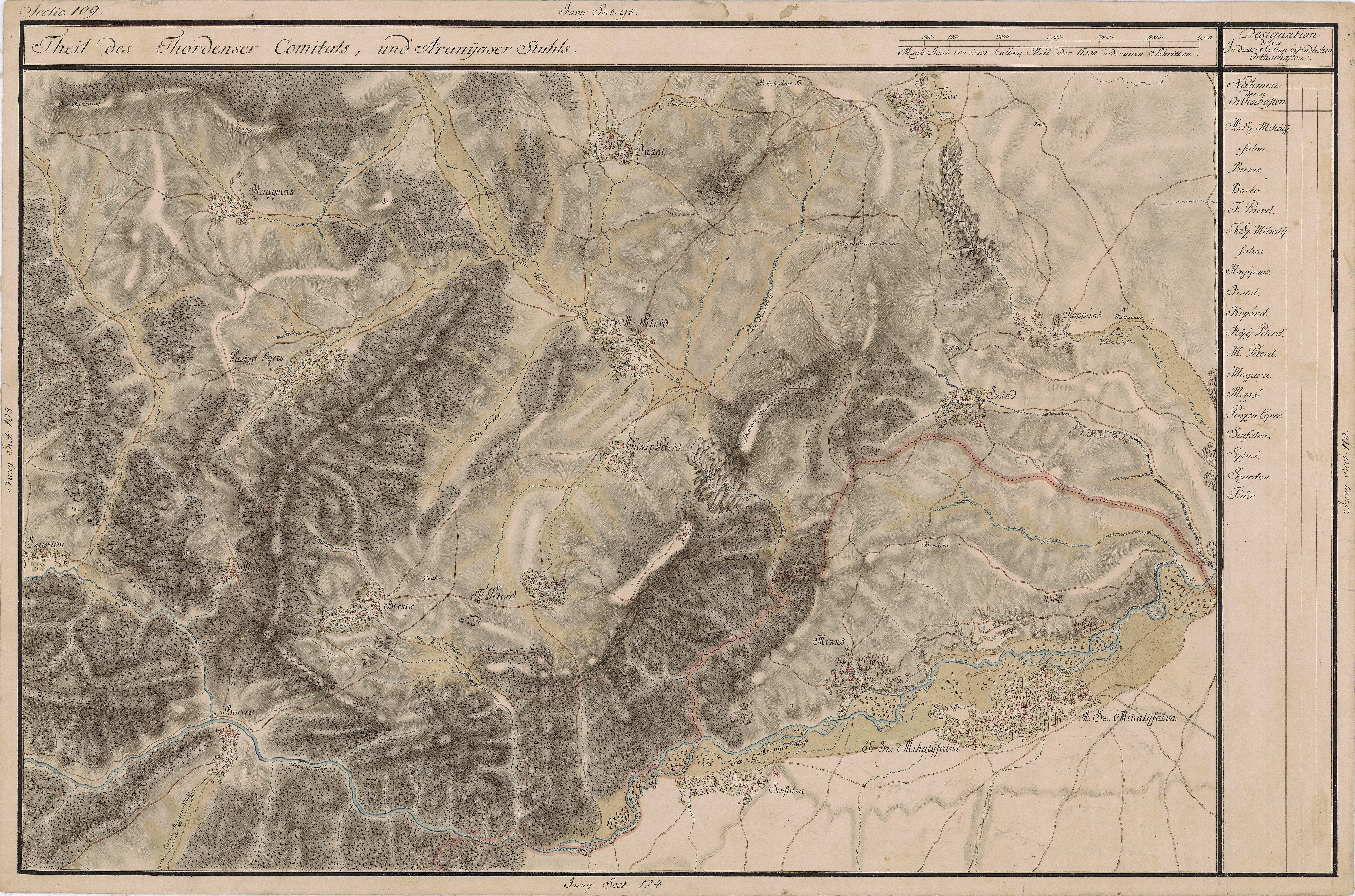
Plaiuri pe Harta Iosefină a Transilvaniei, 1769-1773 (Sectio 109)
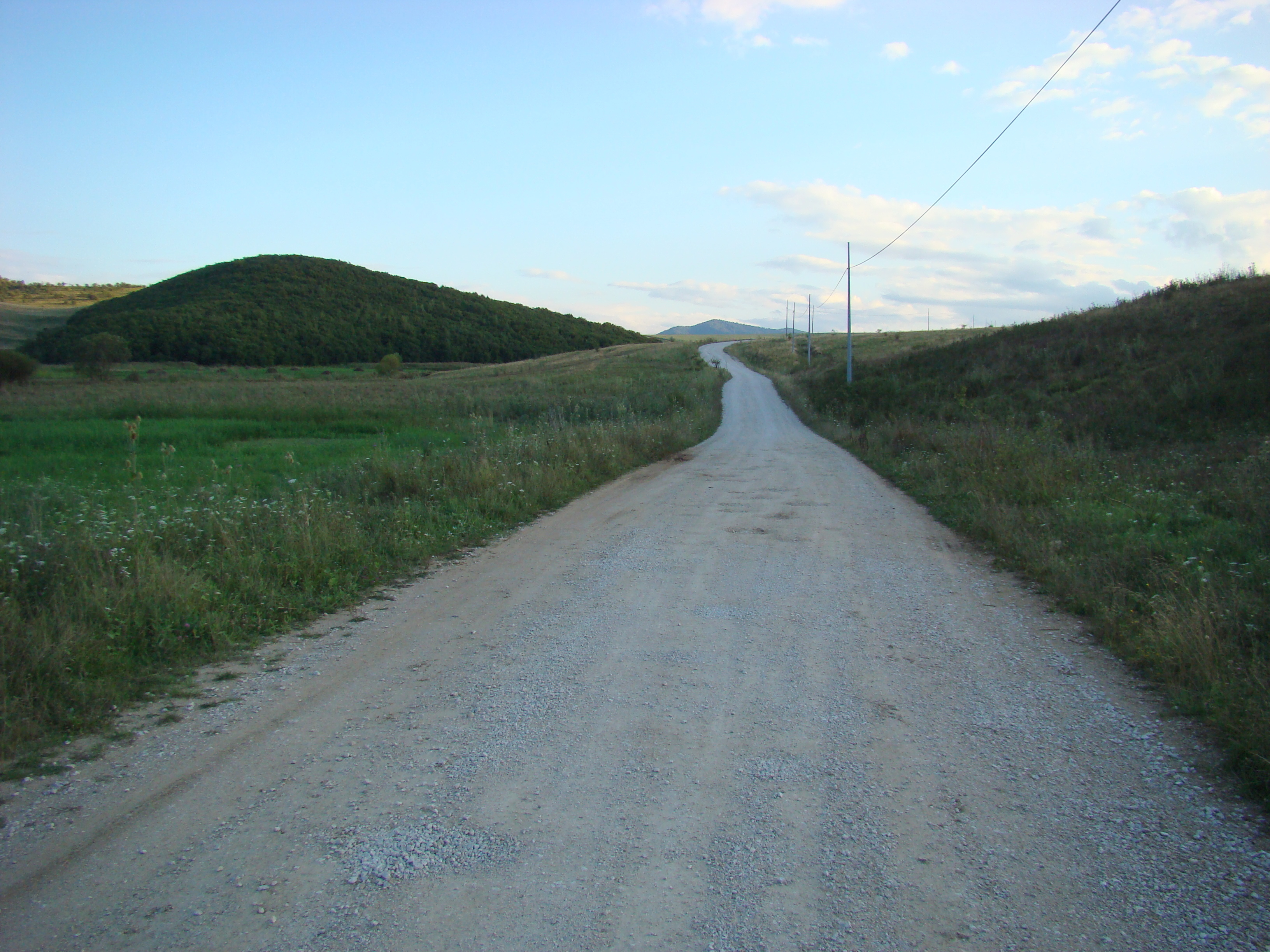
Drumul comunal Crăiești-Plaiuri
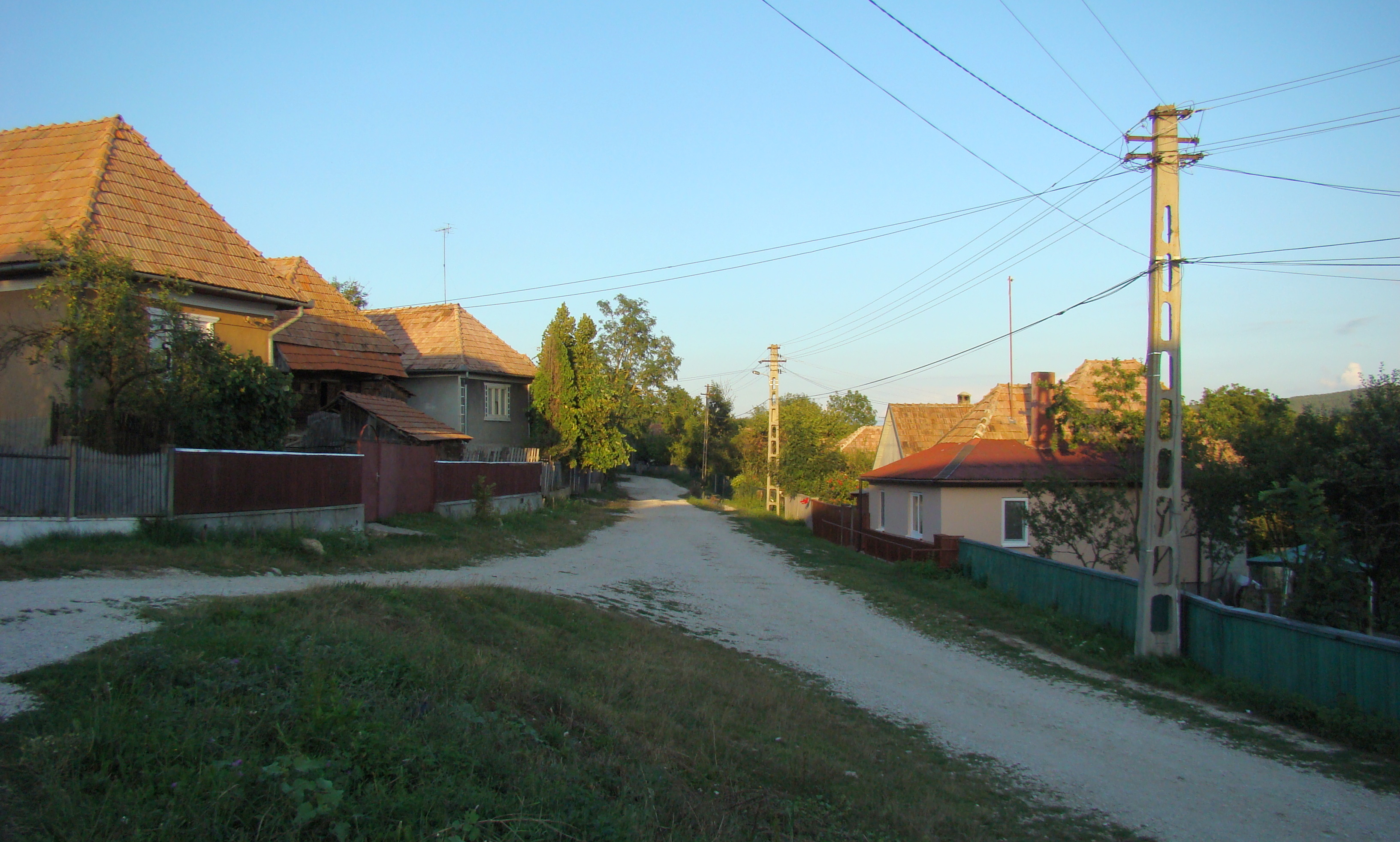
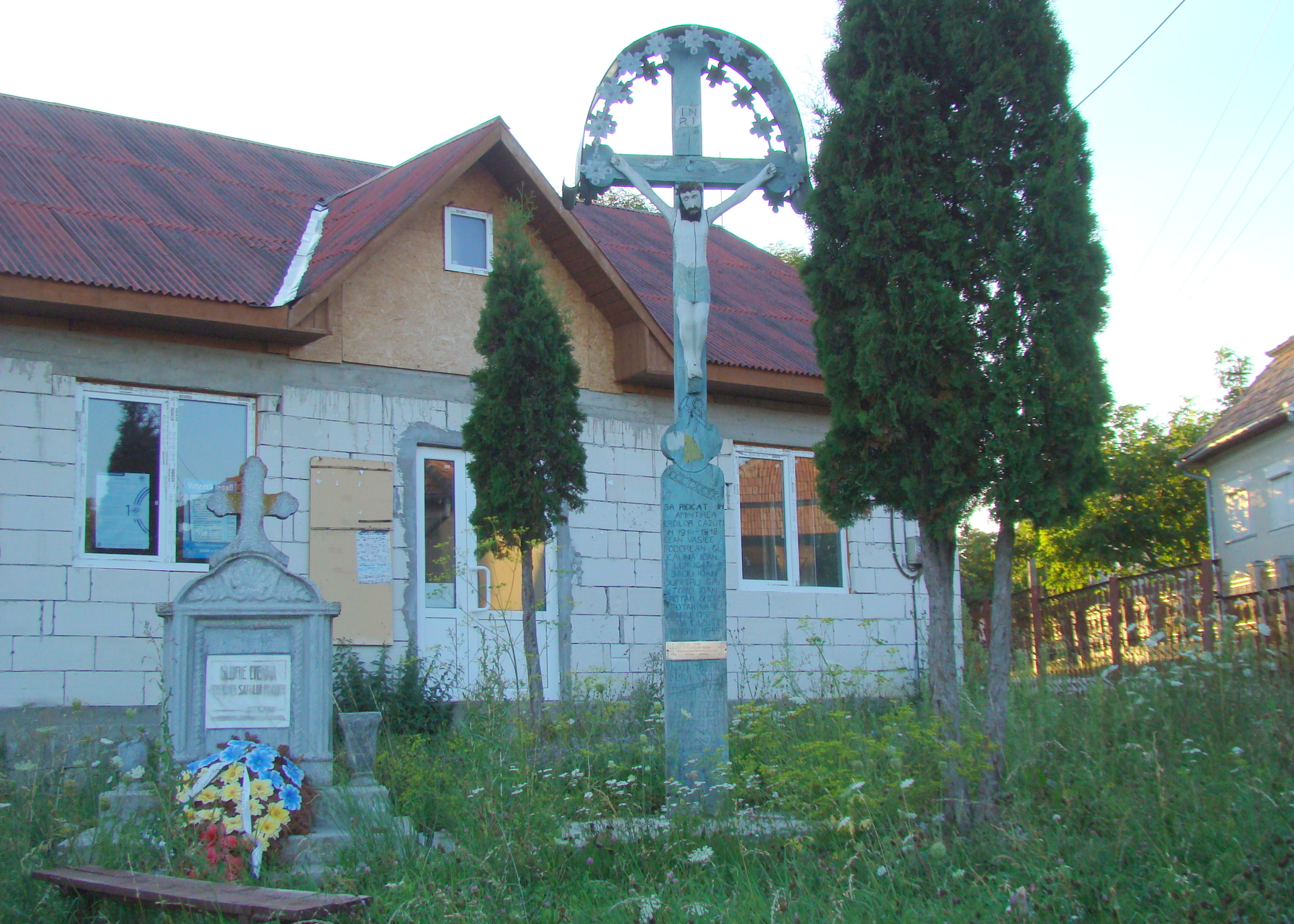
Monumentul Eroilor din satul Plaiuri
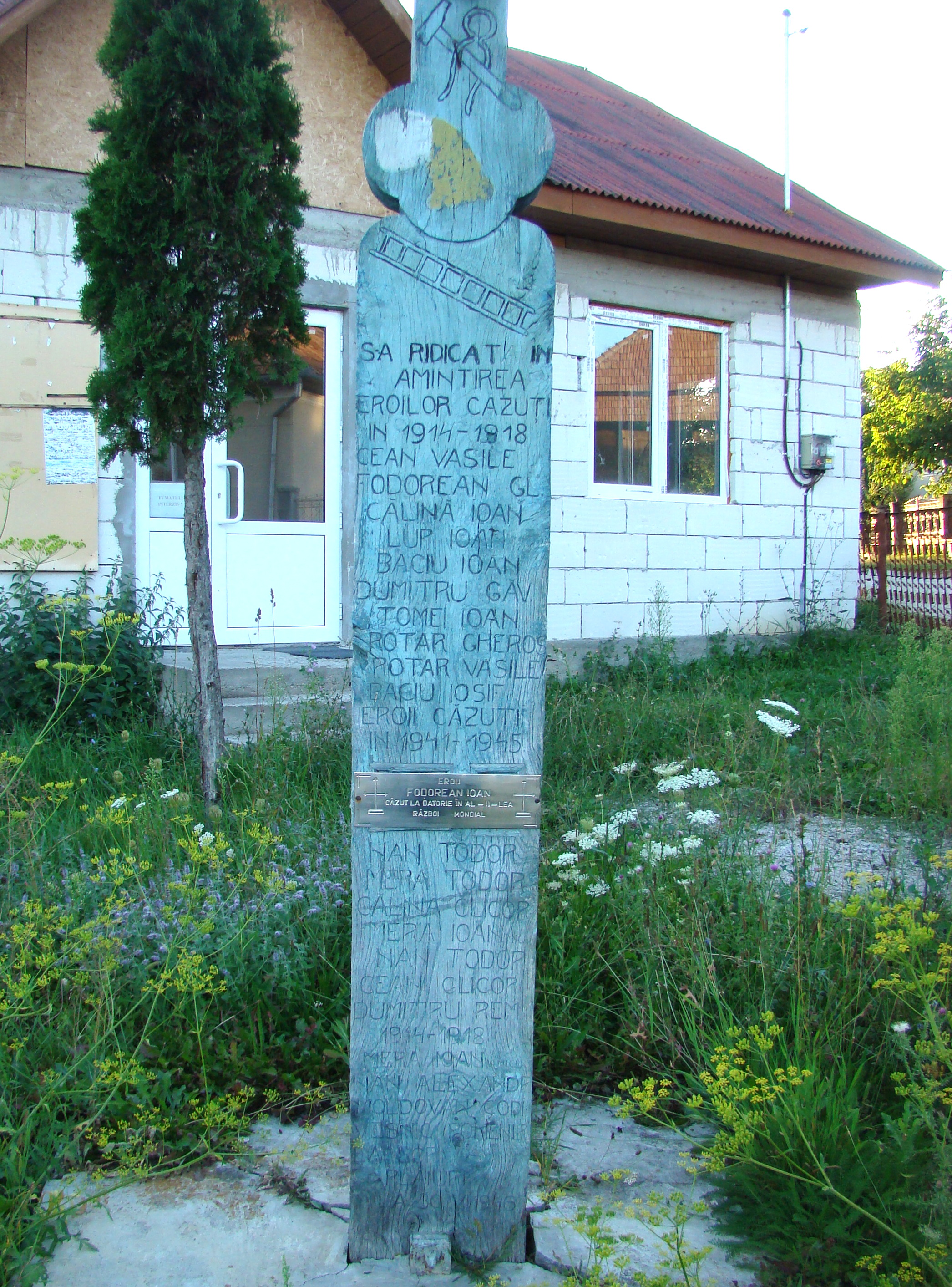
Monumentul Eroilor (detaliu)
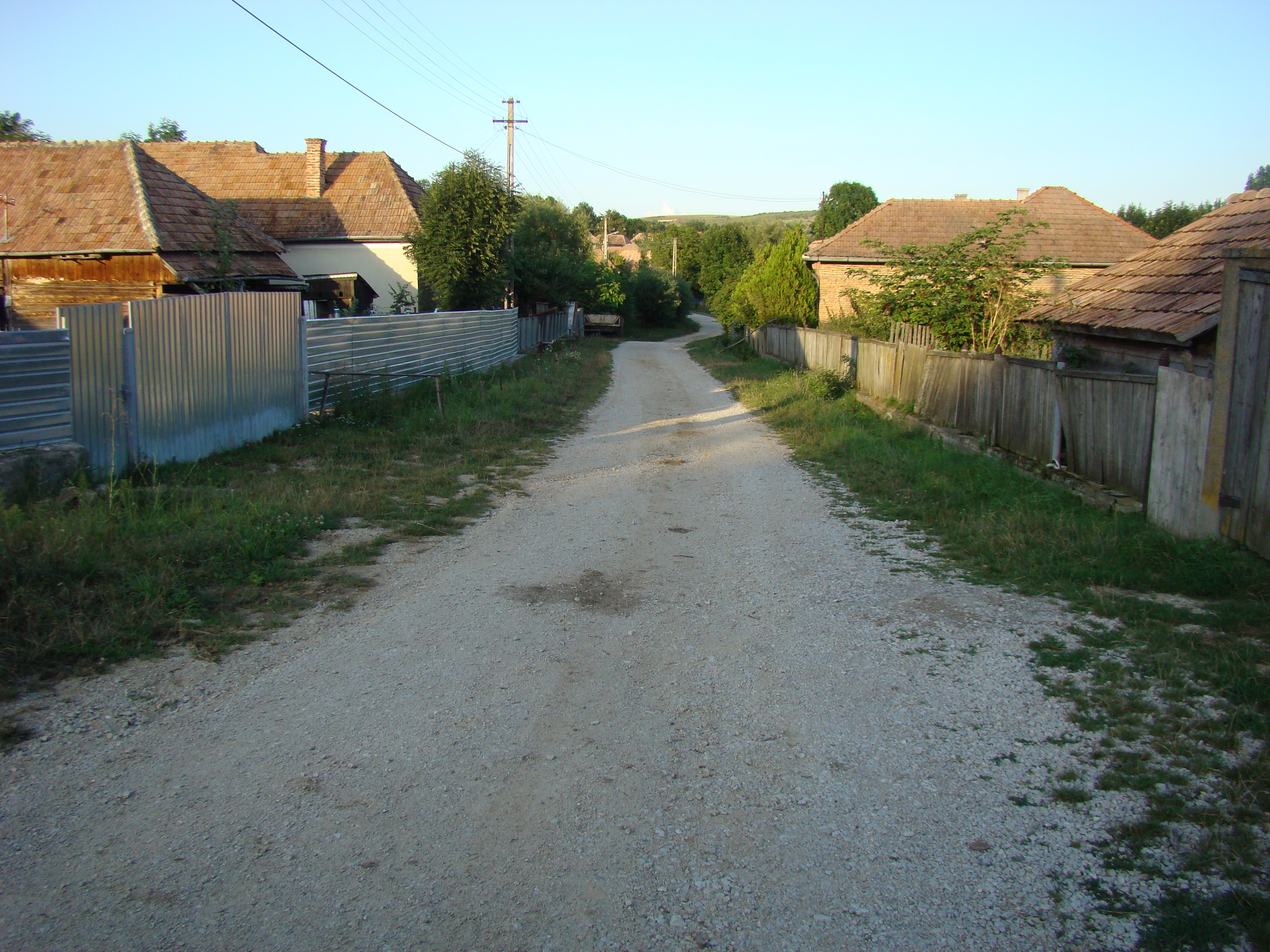
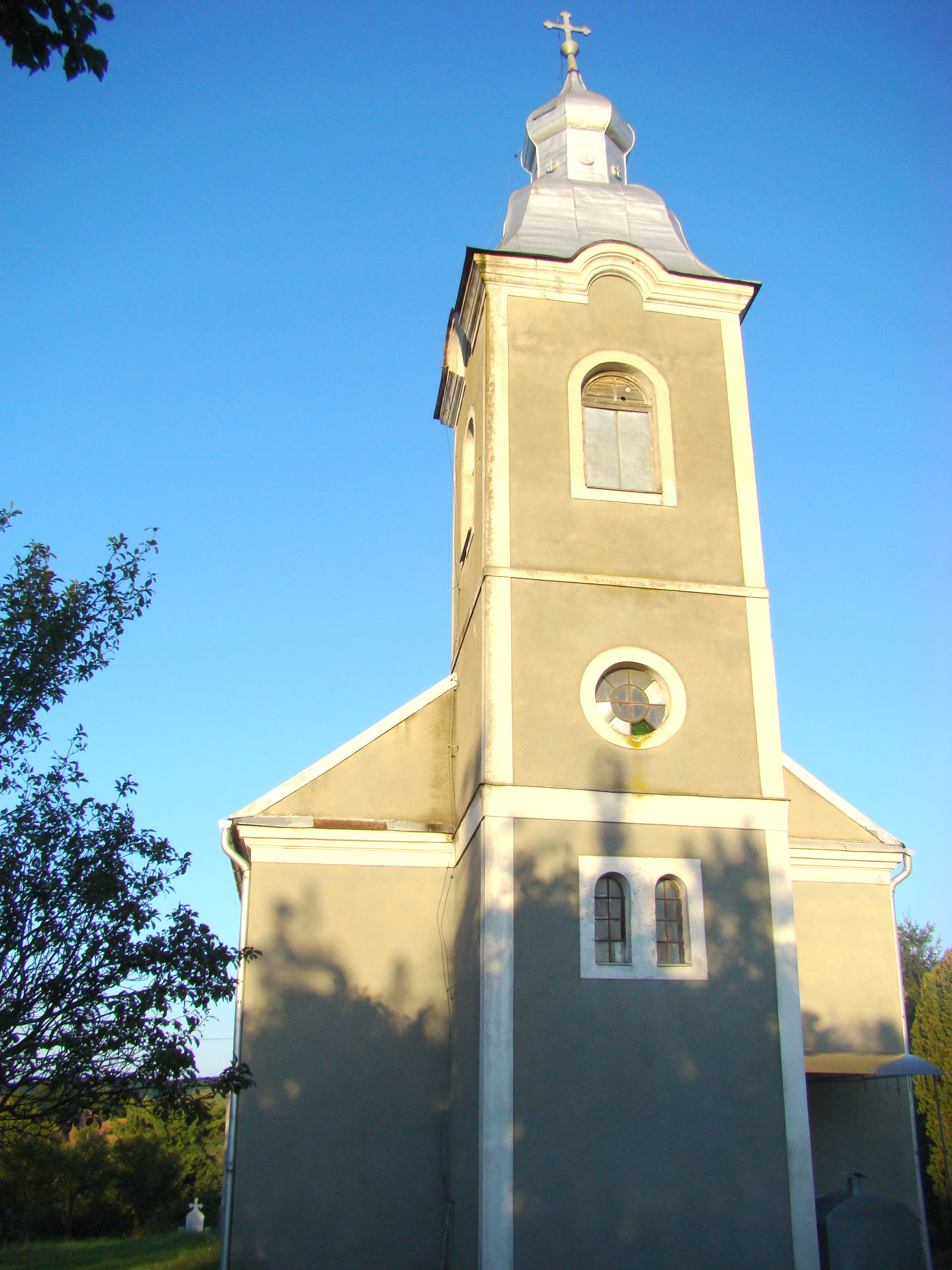
Biserica „Sfinții Arhangheli Mihail și Gavriil” (1931)
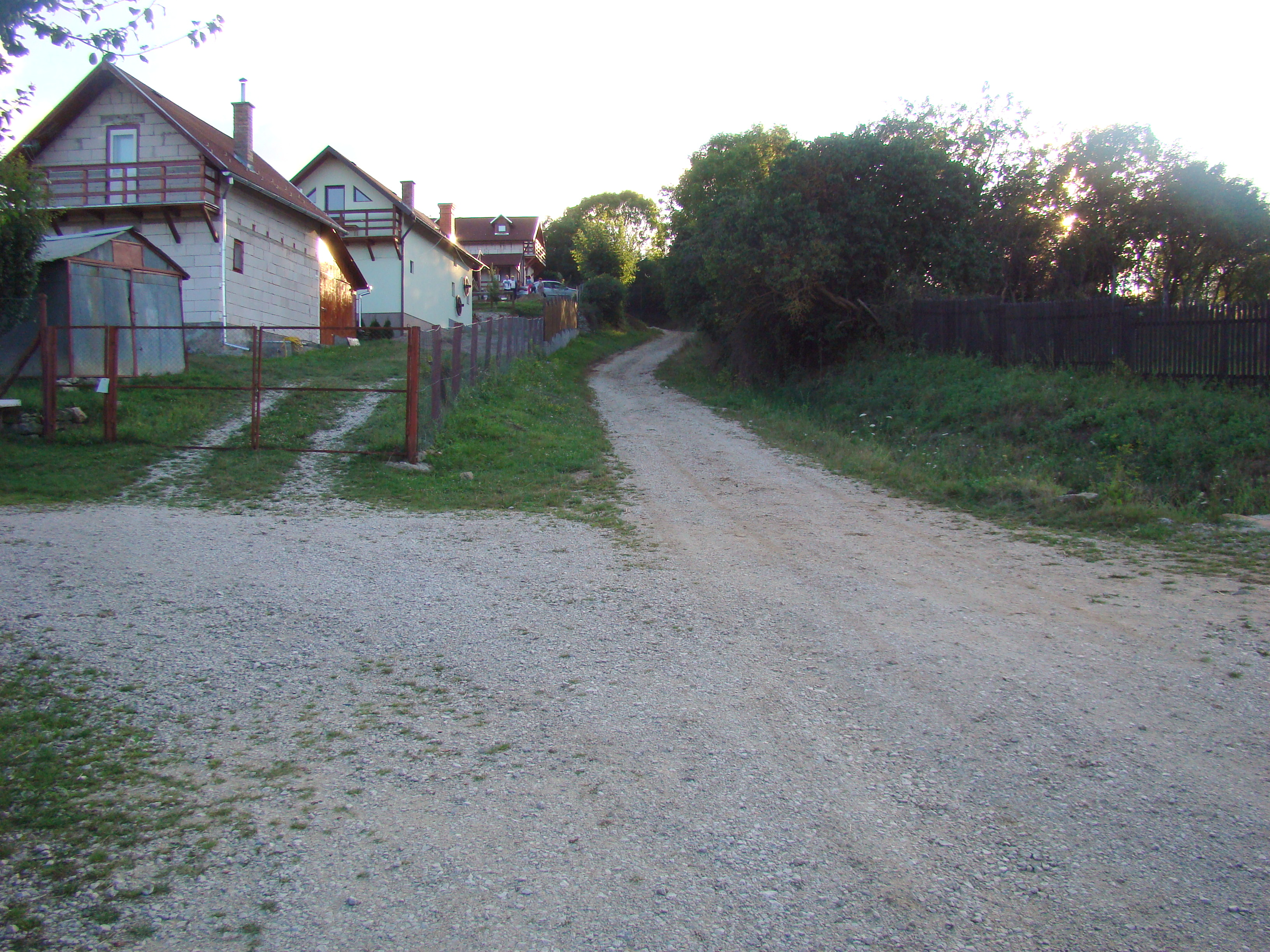
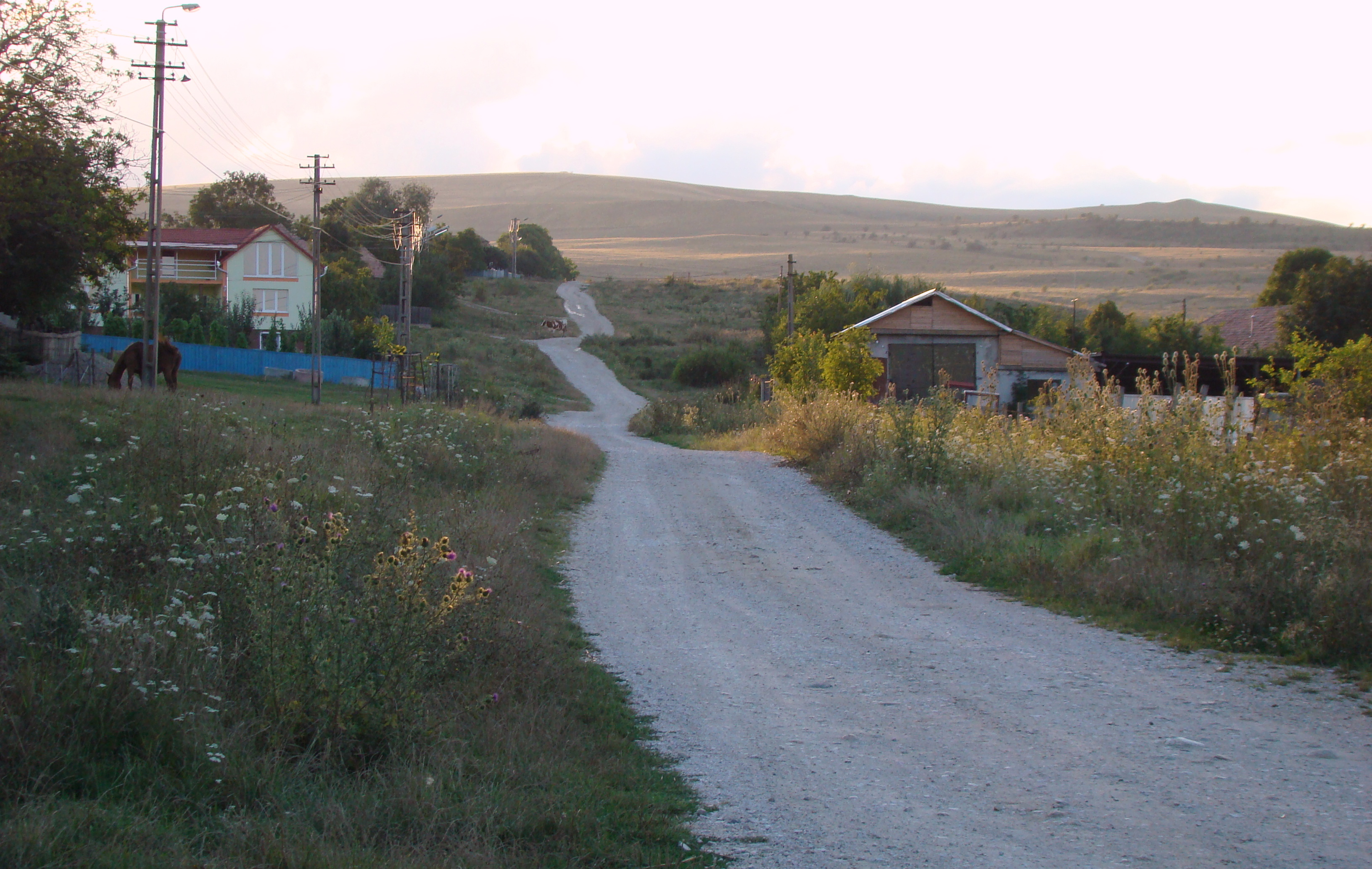